# حمیدرضا ضرونی
حمیدرضا ضرونی (زادهٔ ۱۶ مهر ۱۳۸۴) بازیکن فوتبال اهل ایران است که در پست هافبک میانی برای باشگاه فوتبال خیبر خرم‌آباد در لیگ برتر فوتبال خلیج فارس بازی می‌کند.